# Vaterpolska reprezentacija Nizozemskih Antila
Vaterpolska reprezentacija Nizozemskih Antila predstavljala je Nizozemske Antile u športu vaterpolu. Jedino međunarodno natjecanje na kojem je nastupala je Razvojni trofej FINA-e u vaterpolu 2011., na kojem je osvojila 9. mjesto.
Na Igrama Srednje Amerike i Kariba 1998. godine samostalno je nastupila Aruba.

## Razvojni trofej FINA-e 2011.
- Kuvajt - Nizozemski Antili 13:8
- Nizozemski Antili - Maroko 10:7
- Iran - Nizozemski Antili 15:5
- Nizozemski Antili - Trinidad i Tobago 9:7
- Tunis - Nizozemski Antili 13:5

- za 9. mjesto: Nizozemski Antili - Maroko 9:1